# Cynwyl Elfed
Cynwyl Elfed est un village et une communauté du Carmarthenshire, au pays de Galles.
Outre Cynwyl Elfed proprement dit, la communauté comprend les villages de Blaenycoed (en) et Cwmduad (en). Au recensement de 2011, elle comptait 1 044 habitants.